# ABC Signature
ABC Signature ist die Fernsehproduktionsabteilung der Disney-ABC Television Group. ABC Signature wurde 1985 als Touchstone Television (benannt nach Touchstone Pictures) gegründet, wurde im Mai 2007 in ABC Studios umbenannt und erhielt seinen jetzigen Namen 2020.
Beginnend mit der Season 2009–2010, wurden bei allen Fernsehserien, die von ABC Studios produziert wurden und auf ABC ausgestrahlt werden, am Anfang der Serie die Wörter „An ABC Studios Production“ eingeblendet. Dies machte ABC Studios zur ersten Fernsehproduktionsfirma in den USA, welche die Credits der Produktionsfirma am Anfang einer Fernsehserie einblendete.
Im Juni 2009 kündigte die übergeordnete ABC Entertainment Group mit sofortiger Wirkung eine Neuorganisation an. Im Januar 2009 gab die Disney-ABC Television Group bekannt, dass sie 5 Prozent ihrer Mitarbeiter gekündigt haben.
Disney legte 2020 ABC Studios mit ABC Signature Studios zu ABC Signature zusammen. Gleichzeitig wurde das zuvor von Fox gekaufte Fox 21 Television Studios in Touchstone Television umbenannt, womit auch dieser Name wieder verwendet wird.

## Liste der Produktionen

Das Logo von Touchstone Television von September 2004 bis Mai 2007

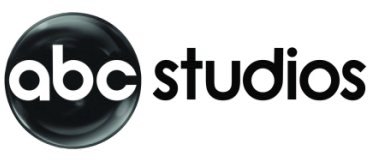
Das Logo von ABC Studios von 2007 bis 2020

Wo nicht gesondert vermerkt, stammen die Produktionen von Touchstone Television (1985–2007), ab Mitte 2007 von ABC Studios und ab 2020 von ABC Signature. Gemeinschaftsproduktionen sind vermerkt, sofern ein zweites Major-Studio an der Produktion beteiligt war, das ebenfalls Vertriebsrechte innehat.

### Derzeitige Produktionen
- A Million Little Things, (ABC, seit 2018)
- America’s Funniest Home Videos (ABC, seit 1990); als ABC Productions
- Grey’s Anatomy (ABC, seit 2005)
- Grown-ish (Freeform, seit 2018)
- Godfather of Harlem (Epix, seit 2019)
- Harrow (ABC TV Australia, seit 2018); als ABC Studios International
- Jimmy Kimmel Live! (ABC, seit 2003)
- The Amazing Race (CBS, seit 2001); Gemeinschaftsproduktion mit CBS Television Studios
- The Good Doctor (ABC, seit 2017); Gemeinschaftsproduktion mit Sony Pictures Television
- The Rookie (ABC, seit 2018)

### Ehemalige Produktionen
- Alles Betty! (ABC, 2006–2010)
- Alles dreht sich um Bonnie (ABC, 2002–2004)
- Alias – Die Agentin (ABC, 2001–2006)
- Army Wives (Lifetime, 2007–2013)
- At the Movies (Syndikation, bis 2010), bis 2007 durch Buena Vista Television vertrieben
- Auf schlimmer und ewig (The WB, 1995–1999)
- American Crime (ABC, 2015–2017)
- American Housewife (ABC, 2016–2021)
- Benched (USA Network, 2014); als ABC Signature
- Big Shot (Disney+, 2021–2022)
- Black-ish (ABC, 2014–2022)
- Blossom (NBC, 1991–1995)
- Body of Proof (ABC, 2011–2013)
- Brothers & Sisters (ABC, 2006–2011)
- Brüder (NBC, 1995–1996; The WB, 1996–1997)
- Cane (CBS, 2007); Gemeinschaftsproduktion mit CBS Paramount Network Television
- Carpoolers (ABC, 2007–2008); Gemeinschaftsproduktion mit DreamWorks Television
- Castle (ABC, 2009–2016)
- Cavemen (ABC, 2007)
- Clerks: The Animated Series (ABC, 2000)
- Code Black (CBS, 2015–2018); Gemeinschaftsproduktion mit CBS Television Studios
- Cougar Town (ABC, 2009–2012; TBS, 2012–2015)
- Criminal Minds (CBS, 2005–2020); Gemeinschaftsproduktion mit CBS Television Studios
- Criminal Minds: Team Red (CBS, 2011); Gemeinschaftsproduktion mit CBS Television Studios
- Crumbs (ABC, 2006)
- Das Leben und Riley (Disney Channel, 2013–2017); Gemeinschaftsproduktion mit It’s a Laugh Productions
- Day Break (ABC, 2006)
- Desperate Housewives (ABC, 2004–2012)
- Designated Survivor (ABC, 2016–2019)
- Detroit 1-8-7 (ABC, 2010–2011)
- Devious Maids – Schmutzige Geheimnisse (Lifetime, 2013–2016)
- Dirt (FX, 2007–2008)
- Dirty Sexy Money (ABC, 2007–2009)
- Dollface (Hulu, 2019–2022)
- Empire (ABC, 2005)
- Eastwick (ABC, 2009)
- Eli Stone (ABC, 2008–2009)
- The Family (ABC, 2016)
- Family Tools (ABC, 2012–2013); Gemeinschaftsproduktion mit ITV Studios America
- Felicity (The WB, 1998–2002)
- FlashForward (ABC, 2009–2010)
- For Life (ABC, 2020–2021)
- Galavant (ABC, 2014–2016)
- Gary Unmarried (CBS, 2008–2010); Gemeinschaftsproduktion mit CBS Television Studios
- The Gates (ABC, 2010)
- GCB (ABC, 2012)
- Gelobtes Land (ABC/Hulu, 2022)
- Ghost Whisperer – Stimmen aus dem Jenseits (CBS, 2005–2010); Gemeinschaftsproduktion mit CBS Television Studios
- Golden Girls (NBC, 1985–1992)
- Golden Palace (CBS, 1992–1993)
- Hallo Schwester! (NBC, 1991–1994)
- Happy Endings (ABC, 2011–2013); Gemeinschaftsproduktion mit Sony Pictures Television
- Criminal Minds: Beyond Borders (CBS, 2016–2017); Gemeinschaftsproduktion mit CBS Television Studios
- Harrys Nest (NBC, 1988–1995)
- Hope & Faith (ABC, 2003–2006)
- Hör mal, wer da hämmert (ABC, 1991–1999)
- How to Get Away with Murder (ABC, 2014–2020)
- In Case of Emergency (ABC, 2007)
- In Justice (ABC, 2006)
- In the Game (ABC, unausgestrahlter Pilot)
- In the Motherhood (ABC, 2009)
- Immer wieder Jim (ABC, 2001–2009)
- Kevin Hill (UPN, 2004–2005)
- The Knights of Prosperity (ABC, 2007)
- Kyle XY (ABC Family, 2006–2009)
- Das Leben und Ich (ABC, 1993–2000)
- Legend of the Seeker – Das Schwert der Wahrheit (Syndikation, 2008–2010); vertrieben durch Disney-ABC Domestic Television
- Life As We Know It (ABC, 2004–2005)
- Life on Mars (ABC, 2008–2009); Gemeinschaftsproduktion mit 20th Century Fox Television
- Lost (ABC, 2004–2010)
- Malibu Country (ABC, 2012–2013)
- Marvel’s Agent Carter. (ABC, 2015–2016)
- Marvel’s Agents of S.H.I.E.L.D. (ABC, 2013–2020); Gemeinschaftsproduktion mit Marvel Television
- Marvels Daredevil (ABC, 2015–2018); Gemeinschaftsproduktion mit Netflix
- Marvels Jessica Jones (Netflix, 2015–2019); Gemeinschaftsproduktion mit Netflix
- Meine wilden Töchter (ABC, 2002–2005)
- Mighty Ducks: Game Changer (Disney+, 2021–2022)
- Miss Guided (ABC, 2008); Gemeinschaftsproduktion mit Fox Television Studios
- Mistresses (ABC, 2013–2016)
- Mixed-ish (ABC, 2019–2021)
- Monk (USA Network, 2002–2009); Gemeinschaftsproduktion mit NBC Universal Television Studio/Universal Media Studios
- My Superhero Family (ABC, 2010–2011)
- Nashville (ABC, 2012–2016; CMT 2016–2018); Gemeinschaftsproduktion mit Lionsgate Television
- The Catch (ABC, 2016–2017)
- The Real O’Neals (ABC, 2016–2017)
- The Neighbors (ABC, 2012–2014)
- October Road (ABC, 2007–2008)
- Off the Map (ABC, 2011)
- Office Girl (ABC, 2002–2006)
- Once Upon a Time – Es war einmal … (ABC, 2011–2018)
- Once Upon a Time in Wonderland (ABC, 2013–2014)
- Perception (TNT, 2012–2015)
- The PJs (FOX, 1999–2000; The WB, 2000–2001); Gemeinschaftsproduktion mit Warner Bros. Television
- Popular (The WB, 1999–2001)
- Private Practice (ABC, 2007–2013)
- Quantico (ABC, 2015–2018); Gemeinschaftsproduktion mit The Mark Gordon Company
- Queens (ABC, 2021–2022)
- The Protector (Lifetime, 2011)
- Reaper – Ein teuflischer Job (The CW, 2007–2009)
- Rebel (ABC, 2021)
- Red Band Society (Fox, 2014); Gemeinschaftsproduktion mit Amblin Entertainment
- Red Widow (ABC, 2012–2013)
- Resurrection – Die unheimliche Wiederkehr (ABC, 2014–2015); Gemeinschaftsproduktion mit Plan B Entertainment
- Revenge (ABC, 2011–2015)
- Rodney (ABC, 2004–2006)
- Samantha Who? (ABC, 2007–2008)
- Scoundrels (ABC, 2010)
- Scandal (ABC, 2012–2018)
- Secrets and Lies (ABC, 2014–2017)
- Scrubs – Die Anfänger (NBC, 2001–2008; ABC 2009–2010)
- Six Degrees (ABC, 2006–2007)
- Sports Night (ABC, 1998–2000)
- State of Georgia (ABC Family, 2011)
- Station 19 (ABC, 2018–2024)
- The Astronaut Wives Club (ABC, 2015); Gemeinschaftsproduktion mit Fake Empire Productions
- The Whispers (ABC, 2015); Gemeinschaftsproduktion mit Amblin Entertainment
- The Wilds (Prime Video, 2020–2022); Gemeinschaftsproduktion mit Amazon Studios
- What About Brian (ABC, 2006–2007)
- What’s Up, Dad? (ABC, 2001–2005)
- Welcome, Mrs. President (ABC, 2005–2006)
- Where I Live (ABC, 1993)
- Zero Hour (ABC, 2012–2013)

### Fernsehfilme
- Muppets: Der Zauberer von Oz (ABC, 2005)
- Romy und Michele: Hollywood, wir kommen! (ABC Family, 2005)

## Produktionen einfusionierter Unternehmen
Während Touchstone Television stets ein Unternehmen des Disney-Konzerns war, hatte die ursprünglich selbständige American Broadcasting Company (ABC) ein hauseigenes Produktionsunternehmen. Dieses entstand in den 1960ern unter der Bezeichnung ABC Films, wechselte später zu den Namen ABC Circle Films, ABC Productions und ABC Entertainment. Erst Anfang 2009 wurden ABC Entertainment und Touchstone Television/ABC Studios unter der Bezeichnung ABC Entertainment Group zusammengelegt.
Unter Disney existierte zudem Walt Disney Television als Schwesterunternehmen von Touchstone Television. Während Touchstone sich grundsätzlich an ein erwachsenes Publikum richtete, wurden unter der Marke Walt Disney Sendungen produziert, die sich insbesondere an Kinder und Jugendliche richten. Walt Disney Television wurde 2003 durch Walt Disney Television Animation abgelöst.

### ABC Productions
- Der Polizeichef (ABC, 1991–1995); Gemeinschaftsproduktion mit Stephen J. Cannell Productions
- Das Model und der Schnüffler (ABC, 1985–1989)
- Willkommen im Leben (ABC, 1994–1995)

### Walt Disney Television
- Die Dinos (ABC, 1991–1994)